# Upper Kinsham
Upper Kinsham – osada w Anglii, w hrabstwie Herefordshire, w civil parish Kinsham. Leży 15 km od miasta Leominster. W 1881 roku civil parish liczyła 64 mieszkańców.